# Cassa autonoma di assistenza integrativa dei giornalisti italiani
La Cassa autonoma di assistenza integrativa dei giornalisti italiani (CASAGIT) è un ente che svolge attività assistenziali a favore degli associati - giornalisti, familiari e dipendenti degli enti di categoria - in materia di salute e sanità, con un sistema integrativo delle prestazioni erogate dal Servizio sanitario nazionale.
Nel 2018 contava complessivamente circa cinquantamila iscritti.
Nata nel 1974 per iniziativa del sindacato unico dei giornalisti, la FNSI, è intitolata ad Angiolo Berti, giornalista bolognese che la ideò e la propose, diventandone primo Presidente (1977-1985) quindi Presidente onorario (1985-2001).
Dal 2010 la Cassa è iscritta all'Anagrafe dei fondi sanitari sotto la competenza del Ministero della Salute.
L'adesione alla Cassa è automatica per chi ha un contratto di lavoro giornalistico, volontaria per free-lance, familiari e dipendenti di enti dei giornalisti: i primi contribuiscono con la trattenuta in busta paga di una percentuale sul reddito lordo mensile; gli altri pagano una quota trimestrale, che varia in base al "profilo" scelto quindi alle prestazioni ottenibili (visite specialistiche, cure e terapie in strutture convenzionate, rimborsi per spese medico-sanitarie come ticket, farmaci, acquisto di dispositivi ecc.). 
La Casagit gestisce inoltre due poliambulatori specialistici: uno a Milano nella sede regionale del sindacato unitario (Associazione Lombarda dei Giornalisti), l'altro - attraverso la controllata a socio unico "Casagit Servizi srl" - a Roma in piazza Apollodoro, quest'ultimo accessibile anche ai non soci Casagit.
Gli organi sociali sono eletti ogni quattro anni, su base regionale, dai giornalisti iscritti alla Cassa:
per i mandati dal 2009 al 2021 il presidente è stato Daniele Cerrato, giornalista della sede RAI di Torino; il 1º Luglio 2021 è stato eletto Gianfranco Giuliani, capo-cronista del quotidiano La Prealpina di Varese.
Nel 2015 la Casagit ha dato vita, insieme con FNSI, INPGI e Ordine dei giornalisti, alla Fondazione sul Giornalismo Paolo Murialdi, che ha lo scopo « di raccogliere e mettere a disposizione di studiosi e ricercatori tutta la documentazione sulla vita e la storia del giornalismo italiano, anche attraverso la sistematizzazione della documentazione archivistica degli enti di categoria ». La Fondazione Murialdi ha sede a Roma in via Augusto Valenziani 10-12/A: dal giugno 2018, presidente è Vittorio Roidi, rappresentante della FNSI, in base al principio di rotazione tra gli enti istitutivi.
Nel dicembre 2019 la Casagit ha cambiato la propria natura giuridica, trasformandosi da associazione privata senza scopo di lucro a società di mutuo soccorso, adottando la denominazione Casagit Salute - Società nazionale di mutuo soccorso dei giornalisti italiani "Angiolo Berti": questo allo scopo di aprirsi al mercato e « offrire assistenza sanitaria anche a popolazioni diverse dai giornalisti: gruppi di professionisti, dipendenti di aziende e singoli individui. »